# Naturschutzgebiet Ribnitzer Großes Moor
Das Naturschutzgebiet Ribnitzer Großes Moor ist ein Naturschutzgebiet in Mecklenburg-Vorpommern. Es liegt östlich von Graal-Müritz im Stadtforst Ribnitz-Damgarten. Dabei liegen drei Viertel der Fläche im Landkreis Vorpommern-Rügen, während sich ein Viertel (der westliche Teil) im Landkreis Rostock befindet. Das Ribnitzer Große Moor vereint in sich verschiedene Typen – vom Niedermoor bis zum Hochmoor und alle damit verbundenen Übergangsformen – bedingt durch den hohen Salzgehalt und die Ausdehnung bis an die Ostsee treffen sich in diesem Moor kontinentale und maritime Flora.

## Geschichte

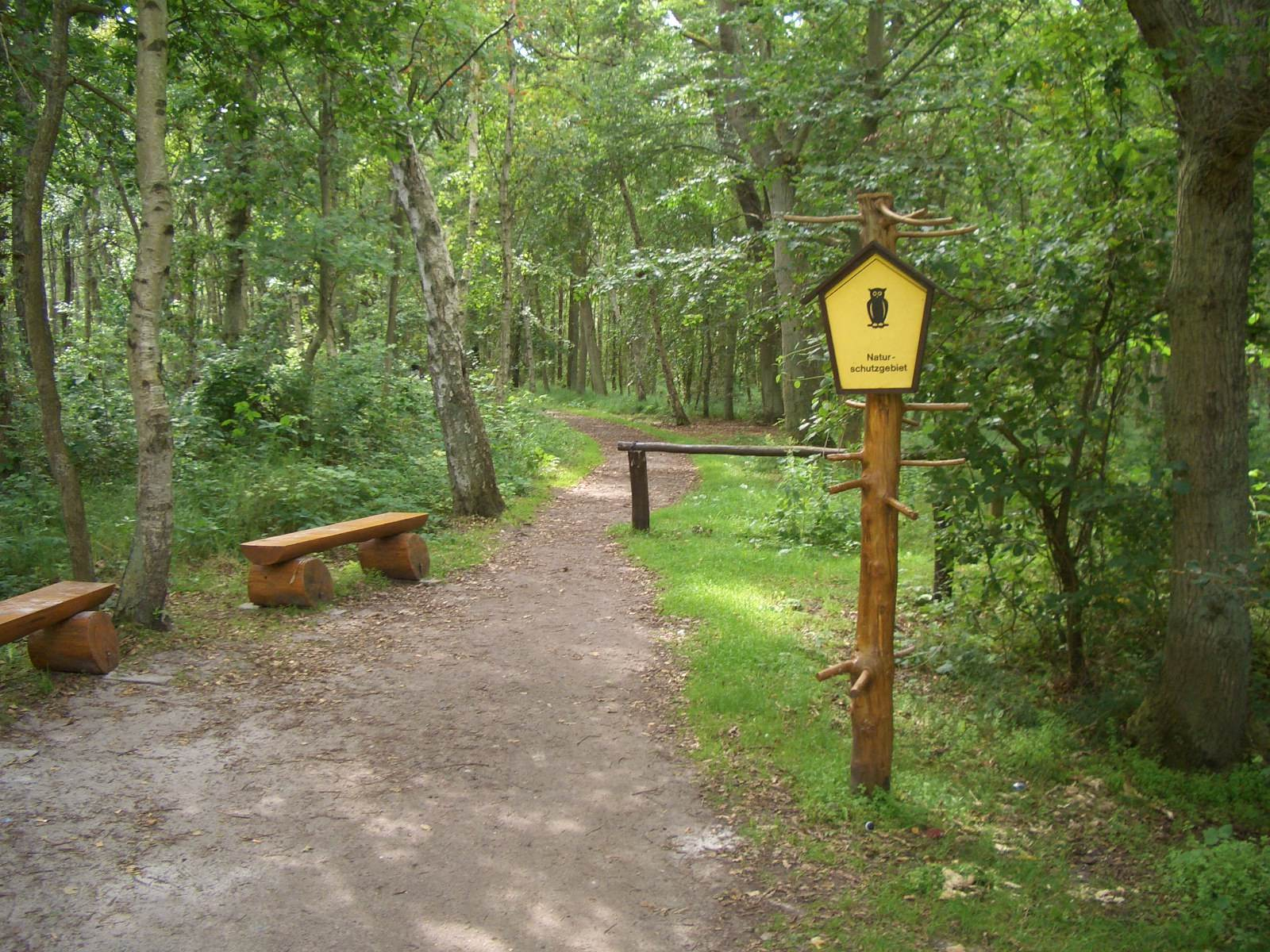
Eingangsbereich

Die Vermoorung fand vor circa elf- bis zwölftausend Jahren statt. Seit Jahrhunderten erfolgten umfangreiche Abtorfungen. Die 273,88 ha Moorfläche wurden 1939 unter Schutz gestellt. In den Jahren 1934 und 1947 brannten Teile des Moores aus. Noch bis 1950 wurde im Zentrum und im Neuhäuser Teil maschinell abgetorft. Dazu wurde das Moor entwässert. Ab 1975 wurden durch den Stadtförster Staue am Rande mit dem Ziel errichtet, eine Verbesserung der hydrologischen Verhältnisse zu erreichen. Zurzeit sind noch zwei Drittel der Fläche des Naturschutzgebiets mit Kiefern und Birken bewaldet. Dieser Anteil soll in den kommenden Jahren sinken, wobei eine Entbuschung nur dann wirksam ist, wenn zugleich der Wasserstand angehoben wird.
In den Jahren 1996 bis 1998 erfolgte ein weiteres umfangreiches Renaturierungsprogramm. Durch den stark gesunkenen Wasserpegel kam es zu einer Torfzersetzung, die große Mengen Kohlendioxid und Stickstoffverbindungen freisetzen. Die Arbeiten begannen mit hydrologischen und hydrogeologischen Untersuchungen sowie Vegetationskartierungen. Dafür wurden die beiden Wissenschaftler Michael Giersberg und Axel Precker gewonnen.
Die Renaturierung ist ein erfolgreiches Gemeinschaftsprojekt der Stadt Ribnitz-Damgarten mit Unterstützung durch das Ministerium für Landwirtschaft und Naturschutz Mecklenburg-Vorpommern sowie der Stiftung „Prince Nature Support“ Hamburg. Das jährliche Monitoring zeigt deutliche Verbesserungen auf.

## Beschreibung

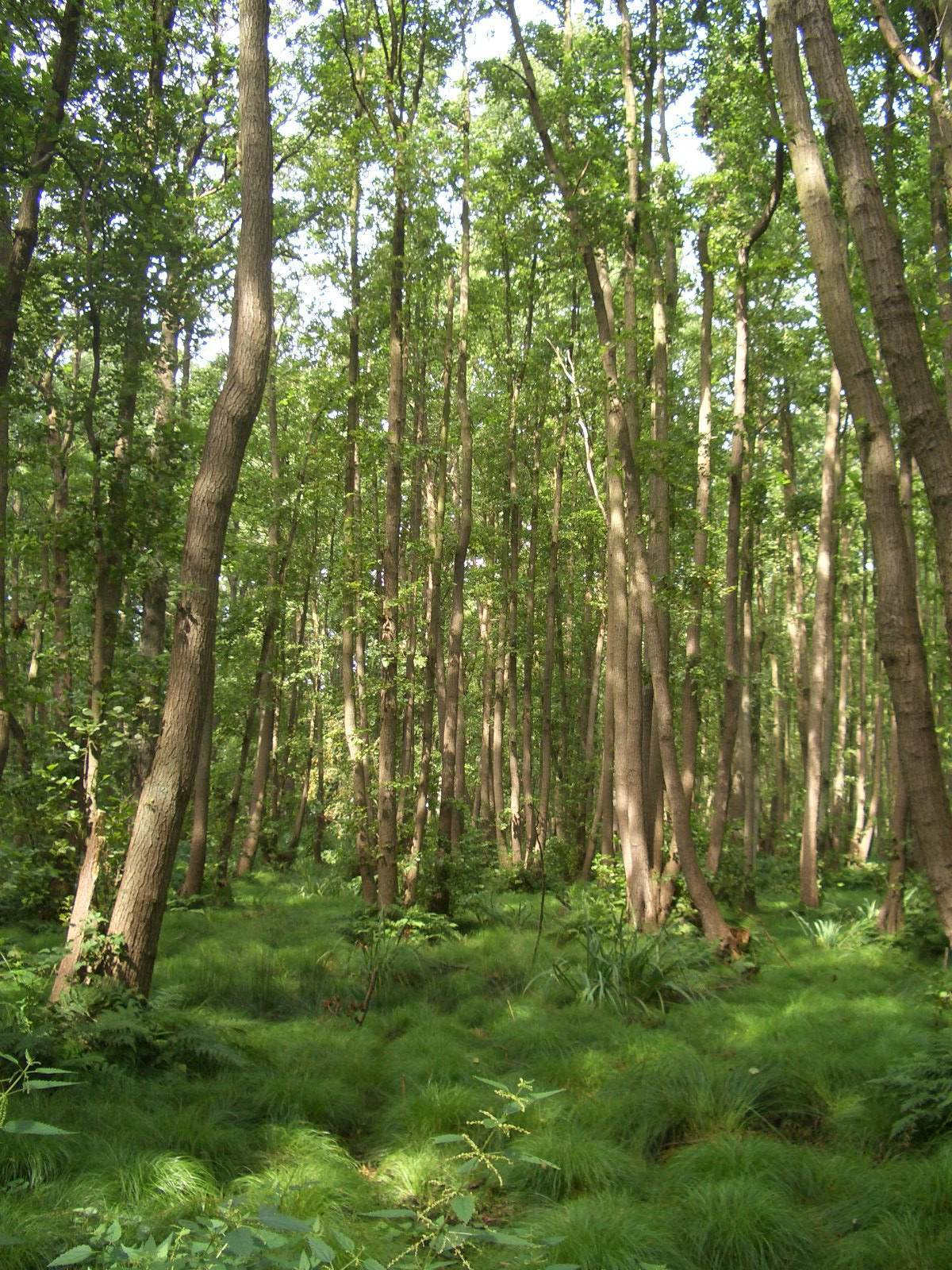
Bruchwald

Zwischenmoorartige Regenerationsstadien wechseln sich mit Schlenkenstadien einer Torfmoos-Wollgras-Gesellschaft und verschiedenen Torfmoos-Bultgesellschaften ab. Hier wachsen folgende vom Aussterben bedrohte Pflanzenarten: Sonnentau, Moosbeere, Glockenheide, diverse Torfmoosarten, Weißes Schnabelried, Schmalblättriges Wollgras, Königsfarn, Sumpfporst und Gagelstrauch. Moorfrosch, Kreuzotter, Sumpfohreule und Kranich sind anzutreffen.
Umfangreiche Informationen zur Renaturierung sowie zum Stadtforst und Ribnitzer Großen Moor findet man im eigens dafür errichteten Informationszentrum „Wald und Moor“ auf dem Forsthof im Ortsteil Neuheide von Ribnitz-Damgarten.
Das Informationszentrum versteht sich als Einrichtung zur Umweltbildung und richtet sich insbesondere auch an die Schulen der Region, um vor Ort naturkundliche Bildungsveranstaltungen durchzuführen. Es hat von Anfang Mai bis Ende Oktober tagsüber von Mittwoch bis Sonntag geöffnet.
Der dem Infozentrum gegenüber angelegte Naturpfad ist ganzjährig geöffnet. Für Wander- und Naturfreunde bietet das Infozentrum immer mittwochs ab 10.00 Uhr eine geführte Wanderung an. Die Tour erstreckt sich über circa 7,5 Kilometer Länge und dauert zweieinhalb bis drei Stunden. Weitere Führungen sind nach Absprache möglich. Auf gut ausgeschilderten Wegen lässt sich das Forst- und Moorgebiet auch selbst erkunden. Schautafeln am Wegesrand mit Erläuterungen zur Vegetation im jeweils angrenzenden Bereich begleiten die Individualisten.